# Fire in the Attic
Fire in the Attic est un groupe de post-hardcore allemand, originaire de Bonn.

## Biographie
Ses membres jouaient auparavant dans les groupes Fastplant et Summer’s Last Regret. Ils forment le groupe en octobre 2003, et sortent le premier EP Decision and Action l'année suivante. Il est la première partie de Billy Talent et Coheed and Cambria. Le premier album Crush/Rebuild sort en avril 2005. La tournée est l'occasion de jouer avec Taking Back Sunday, Hot Water Music, Millencolin ou Boysetsfire et dans des festivals comme Rheinkultur.
Le deuxième album I’ll Beat You, City! paraît le 2 juin 2006. Il sort chez Redfield Records et est distribué par Cargo Records. Le groupe accompagne en mai et juin 2006 dans leur tournée allemande les groupes canadiens Alexisonfire et Moneen. Début novembre, le groupe participe au Taste-of-Chaos Tour 2006 avec notamment Anti-Flag et Taking Back Sunday.
Le 18 avril 2008 vient le troisième album Cum Grano Salis. Il était disponible deux jours avant gratuitement sur le site du magazine Visions. En août 2008, le chanteur Ole Feltes quitte le groupe. Thomas Prescott, claviériste de KENAI, le remplace. C'est lui que l'on entend sur l'album Fire in the Attic.
En 2010, Richard Meyer et Dennis Müller fondent KMPFSPRT. En novembre 2010, le groupe annonce sur son site web, suspendre toutes les activités au moins jusqu'en juillet 2011.

## Discographie
- 2004 : Decision and Action (EP)
- 2005 : Crush/Rebuild
- 2006 : I’ll Beat You, City!
- 2008 : Cum Grano Salis
- 2009 : Fire in the Attic